# تبدیل کنکوردیا
تبدیل کنکوردیا یک ابزار ریاضی مورد استفاده در مهندسی برق است که برای تبدیل مدل یک سیستم سه فاز با یک مدل دوفاز استفاده می‌شود.

## مثال
یک سیستم دو فاز متشکل از دو سیم پیچ عمود برهم که جریان عبوری از آنها اختلاف فاز {\displaystyle \pi /2} دارد برای ایجاد سرعت زاویه‌ای {\displaystyle \omega }.
یک سیستم سه فاز شامل سه سیم پیچ که با یکدیگر اختلاف زاویهٔ ۱۲۰ درجه می‌سازند. برای ایجاد یک میدان گردان با سرعت زاویه‌ای {\displaystyle \omega }.

## معادلات
با استفاده از معادلات زیر می‌توان یک سیستم سه فاز را به سیستم دو فاز تبدیل کرد:
{\displaystyle {\begin{bmatrix}i_{\alpha }\\i_{\beta }\end{bmatrix}}=C_{23}{\begin{bmatrix}i_{a}\\i_{b}\\i_{c}\end{bmatrix}}\quad et\quad {\begin{bmatrix}i_{a}\\i_{b}\\i_{c}\end{bmatrix}}=C_{32}{\begin{bmatrix}i_{\alpha }\\i_{\beta }\end{bmatrix}}}
که در آن:
{\displaystyle C_{23}={\sqrt {\frac {2}{3}}}{\begin{bmatrix}1&-{\frac {1}{2}}&-{\frac {1}{2}}\\0&{\frac {\sqrt {3}}{2}}&-{\frac {\sqrt {3}}{2}}\end{bmatrix}}\quad et\quad C_{32}={\frac {1}{\sqrt {3}}}{\begin{bmatrix}{\sqrt {2}}&0\\-{\frac {1}{\sqrt {2}}}&{\sqrt {\frac {3}{2}}}\\-{\frac {1}{\sqrt {2}}}&-{\sqrt {\frac {3}{2}}}\end{bmatrix}}}
برای در نظر گرفتن توالی صفر:
{\displaystyle {\begin{bmatrix}m_{h}\\m_{\alpha }\\m_{\beta }\end{bmatrix}}={\sqrt {\frac {2}{3}}}{\begin{bmatrix}{\frac {1}{\sqrt {2}}}&{\frac {1}{\sqrt {2}}}&{\frac {1}{\sqrt {2}}}\\1&-{\frac {1}{2}}&-{\frac {1}{2}}\\0&{\frac {\sqrt {3}}{2}}&-{\frac {\sqrt {3}}{2}}\end{bmatrix}}{\begin{bmatrix}m_{a}\\m_{b}\\m_{c}\end{bmatrix}}}
{\displaystyle {\begin{bmatrix}m_{a}\\m_{b}\\m_{c}\end{bmatrix}}=T{\begin{bmatrix}m_{h}\\m_{\alpha }\\m_{\beta }\end{bmatrix}}}
در اینجا {\displaystyle T} ماتریس کنکوردیا است.که همان تبدیل کلارک است که نرمال نیست.
{\displaystyle T={\frac {1}{\sqrt {3}}}{\begin{bmatrix}1&{\sqrt {2}}&0\\1&-{\frac {1}{\sqrt {2}}}&{\sqrt {\frac {3}{2}}}\\1&-{\frac {1}{\sqrt {2}}}&-{\sqrt {\frac {3}{2}}}\end{bmatrix}}}